# Cañabón (Caguas)
Cañabón es un barrio ubicado en el municipio de Caguas en el Estado Libre Asociado de Puerto Rico. En el Censo de 2010 tenía una población de 11310 habitantes y una densidad poblacional de 1188,57 personas por km².

## Geografía
Cañabón se encuentra ubicado en las coordenadas 18°14′18″N 66°4′1″O / 18.23833, -66.06694. Según la Oficina del Censo de los Estados Unidos, Cañabón tiene una superficie total de 9.52 km², de la cual 9.5 km² corresponden a tierra firme y (0.16%) 0.02 km² es agua.

## Demografía
Según el censo de 2010, había 11310 personas residiendo en Cañabón. La densidad de población era de 1188,57 hab./km². De los 11310 habitantes, Cañabón estaba compuesto por el 78.15% blancos, el 8.51% eran afroamericanos, el 0.45% eran amerindios, el 0.34% eran asiáticos, el 0.01% eran isleños del Pacífico, el 9.08% eran de otras razas y el 3.46% pertenecían a dos o más razas. Del total de la población el 98.96% eran hispanos o latinos de cualquier raza.